# Нововасилівська сільська рада (Врадіївський район)
Нововаси́лівська сільська́ ра́да — колишній орган місцевого самоврядування у Врадіївському районі Миколаївської області. Адміністративний центр — село Нововасилівка.

## Загальні відомості
- Населення ради: 927 осіб (станом на 2001 рік)

## Населені пункти
Сільській раді підпорядковані населені пункти:
- с. Нововасилівка
- с. Гражданівка

## Склад ради
Рада складається з 14 депутатів та голови.
- Голова ради: Петрусевич Віктор Степанович
- Секретар ради:

### Керівний склад попередніх скликань
| ПІБ                          | Основні відомості                                                                      | Дата обрання | Дата звільнення |
| ---------------------------- | -------------------------------------------------------------------------------------- | ------------ | --------------- |
| Колодій Анатолій Якович      | Сільський голова, 1954 року народження, безпартійний                                   | 26.03.2006   | 01.08.2008      |
| Петрусевич Віктор Степанович | Сільський голова, 1959 року народження, освіта вища, член Комуністичної партії України | 15.03.2009   | 31.10.2010      |
| Петрусевич Віктор Степанович | Сільський голова, 1959 року народження, освіта вища, член Комуністичної партії України | 31.10.2010   |                 |

Примітка: таблиця складена за даними сайту Верховної Ради України

## Населення
За переписом населення України 2001 року в селі мешкали 892 особи.

### Мова
Розподіл населення за рідною мовою за даними перепису 2001 року:
| Мова       | Відсоток |
| ---------- | -------- |
| українська | 95,04 %  |
| молдовська | 3,24 %   |
| російська  | 1,73 %   |